# Monomitopus torvus
Monomitopus torvus är en fiskart som beskrevs av Garman, 1899. Monomitopus torvus ingår i släktet Monomitopus och familjen Ophidiidae. Inga underarter finns listade i Catalogue of Life.